# 松保土鉱山
松保土鉱山（まつほどこうざん）は、宮城県大崎市に所在した鉱山である。
地質調査所、資源エネルギー庁によると、母岩は第三紀凝灰岩とこれを覆う石英安山岩からなり鉱石鉱物は黄銅鉱，閃亜鉛鉱、方鉛鉱、緑鉛鉱。脈石鉱物は重晶石、石英からなる。鉱石品位は銅が0.5-3.0％、金8-15g/t、銀50-100g/t。1935年～1944年の間に平均年間粗鉱出鉱量350tが記録されている。渡辺らの文献によると、天保年間には稼働していたと考えられる。
同鉱山は明治年間に若松乙次郎により開発された。当初金鉱山として開発されたが、第二次世界大戦中は銅鉱の採掘が優先されて、鉱脈は荒廃した。若松は細倉鉱山の鉱山部長であったが、同鉱山が三菱鉱業に買収されて、鉱脈の一部を譲り受けて松保土鉱山として開発し、独立した。第二次大戦中は銅鉱の採掘が優先されたので、鉱脈も荒廃した。